# Poecilanthrax pallidifrons
Poecilanthrax pallidifrons är en tvåvingeart som beskrevs av Neal L. Evenhuis 1977. Poecilanthrax pallidifrons ingår i släktet Poecilanthrax och familjen svävflugor.
Artens utbredningsområde är Kalifornien. Inga underarter finns listade i Catalogue of Life.